# Mieczysław Haspel
Mieczysław Haspel (ur. 31 stycznia 1911 w Jarosławiu, zm. 14 lutego 1991 tamże) – lekkoatleta, najbardziej utytułowany sportowiec jarosławski, rekordzista w biegu na 110 metrów przez płotki (15,4 w 1936) i mistrz Polski.

## Życiorys
Edukację pobierał w I Gimnazjum w Jarosławiu. W 1927 roku wziął udział w kursie gimnastyczno-atletycznym zorganizowanym przez Towarzystwo Gimnastyczne "Sokół", prowadzonym przez szwedzkiego instruktora Norlinga. Z chwilą założenia w 1930 roku w Jarosławiu placówki Lwowskiego Akademickiego Związku Sportowego został jego zawodnikiem. Po uzyskaniu w 1932 roku świadectwa dojrzałości trafił do szkoły podchorążych we Włodzimierzu Wołyńskim, a po jej ukończeniu w 1933 roku podjął studia we lwowskiej Akademii Medycyny Weterynaryjnej. Pierwsze poważne sukcesy osiągnął w 1934 roku, zdobywając mistrzostwo okręgu lwowskiego. W 1935 roku na zawodach w Białymstoku zdobył swój pierwszy tytuł mistrza Polski, a na zawodach w Jarosławiu znakomitym wynikiem 15,4 sekundy pobił rekord kraju. Został powołany do reprezentacji Polski. Startował w kilku meczach międzypaństwowych oraz w Akademickich Mistrzostwach Świata w Budapeszcie w 1935 roku. W olimpijskim 1936 roku został wicemistrzem Polski, jednak nie udało mu się osiągnąć wymaganego minimum i na olimpiadę w Berlinie nie pojechał. W poolimpijskim 1937 roku zdobył kolejne tytuły mistrza Polski w biegu na 50 metrów w hali oraz 110 metrów przez płotki na stadionie otwartym. W 1938 roku powtórzył sukces halowy, a na stadionie otwartym w swojej koronnej konkurencji po raz drugi został mistrzem Polski. W tym samym roku  uzyskał swój rekord życiowy 15,2 sekundy, jednak stracił go na rzecz zawodnika AZS Poznań, Pawła Schmidta. W 1939 roku uzyskał uczelniane absolutorium. W połowie lat 30. XX wieku z drużyną AZS Lwów wziął udział w mistrzostwach Polski w piłce ręcznej, a po wojnie rozegrał kilka meczów w zespołach  piłki nożnej z Krosna i w barwach JKS Jarosław.  Po wybuchu II wojny światowej przydzielony został do rezerwy 24 pułku artylerii. Pod koniec wojny pracował  przy klasyfikacji zwierząt rzeźnych w Giedlarowej Dolnej. Do uprawiania lekkiej atletyki powrócił po zakończeniu wojny w barwach AZS Kraków. W pierwszych powojennych mistrzostwach Polski zdobył  swój trzeci złoty medal na 110 metrów przez płotki i brązowy medal w tej samej konkurencji na dystansie 400 metrów. Po zakończeniu kariery sportowej poświęcił się pracy zawodowej, początkowo w latach 1947–1948 jako lekarz weterynarii w Wojskach Ochrony Pogranicza, po czym po uzyskaniu w 1949 roku w Lublinie dyplomu magistra do 1950 roku pracował w Kępnie, a w latach 1951–1954 we Frysztaku. Po powrocie do Jarosławia pracował w lecznicy miejskiej, a następnie aż do emerytury w Weterynaryjnym Inspektoracie Sanitarnym miejscowych zakładów mięsnych.

## Literatura
- Tomasz Turoń Mieczysław Haspel, "O krok od Igrzysk Olimpijskich", Jarosław 2002
- Henryk Kurzyński, Stefan Pietkiewicz, Marian Rynkowski: Od Adamczaka do Zasłony - Leksykon lekkoatletów polskich okresu międzywojennego - mężczyźni. Warszawa: Komisja Statystyczna PZLA, 2004. ISBN 83-9136-63-9-1. Brak numerów stron w książce